# Voo Malaysia Airlines 653
O voo Malaysia Airlines MH653 ou MAS653, foi uma rota aérea que ligava as cidades malaias de Penang e Kuala Lumpur utilizando um Boeing 737-2H6.
Em 4 de dezembro de 1977, a aeronave que fazia o voo foi supostamente sequestrada e cairia poucos minutos após a aproximação no Aeroporto Internacional de Kuala Lumpur, na Malásia, causando a morte dos 100 passageiros e tripulantes a bordo

## Aeronave
A aeronave que fazia o voo MH653 era um Boeing 737-2H6 de matrícula 9M-MBD.
A aeronave tinha o número de construção 20 585/306 e foi entregue à Malaysia Airlines em 12 de setembro de 1972.

## Acidente
No dia 4 de dezembro de 1977, o Boeing 737-2H6 que fazia a rota Penang-Kuala Lumpur foi sequestrado e tentou-se desviar o voo para Singapura.[carece de fontes?]
A aeronave decolou às 19h21. Às 19h54, voando a 4 000 pés de altura, ao fazer a aproximação no Aeroporto Internacional de Kuala Lumpur, a tripulação relatou que havia sequestradores a bordo, de maneira que a torre de controle notificou as autoridades para uma possível emergência.
Poucos minutos mais tarde, o capitão relatou que a tripulação estava seguindo para Singapura.
No entanto, às 20h15, todas as comunicações com o voo e a tripulação foram perdidas.
Às 20h36, foram relatadas explosões próximo a uma área residencial em Tanjong Kupang.
Destroços encontrados foram mais tarde confirmados como pertencentes ao voo MH653.
Todos os 100 passageiros e tripulantes a bordo morreram, assim como nenhum corpo pode ser reconhecido, devido a uma colisão com a terra em alta velocidade.[carece de fontes?]

## Investigações
Após os gravadores de dados e de voz da cabine serem recuperados, as investigações concluíram que o sequestrador trancou-se na cabine com os pilotos, e após ameaças dois tiros foram ouvidos.
Neste ponto, a aeronave estava sob o piloto automático. Neste momento, tiros e sons de arrombamento da porta do cockpit foram ouvidos, juntamente com gritos e disparos dos passageiros e tripulantes.
Os pilotos e o sequestrador pareciam não estar controlando a aeronave, ao ponto que uma pessoa entra no cockpit e tenta controlar a aeronave, mas sem conhecimento para prosseguir comandando o voo, visto que o piloto automático foi desligado devido a inoperância dos pilotos e do sequestrador.[carece de fontes?]